# Robbe & Berking Yachting Heritage Centre
Robbe & Berking Yachting Heritage Centre er et privatdrevet museum i Flensborg-Fruerlund, som fokuserer på lystbådens historiske udvikling og især på byggeri og bevaring af klassiske træbyggede både. Udover den permanente udstilling er der op til fire skiftende udstillinger om året om bådhistoriske emner eller vandsport. Udstillingsarealerne er suppleret med et museumsbutik og restaurant samt et stort maritimt fagbibliotek, som kan besøges på selve museet. Biblioteket omfatter cirka 8.500 bind indenfor relevante emner vedrørende lysbåde og vandsport.
Museet blev oprettet på initiativ og med støtte fra Robbe & Berking.